# Persone di nome Robert/Cestisti
| Questa pagina contiene informazioni ricavate automaticamente dalle voci biografiche con l'ausilio del template Bio e di un bot. L'aggiornamento è periodico e automatico e ricostruisce completamente la pagina. Se manca una persona in questa lista, sei pregato di non aggiungerla, ma accertati piuttosto che la sua voce biografica contenga il template Bio e che i dati anagrafici siano correttamente compilati. Se il template Bio manca, inseriscilo tu stesso o, in alternativa, metti l'avviso {{tmp\|Bio}} che ne segnala la mancanza. Se i dati riportati sono sbagliati, correggi direttamente la voce biografica; le modifiche saranno visibili in questa lista entro pochi giorni. Per chiarimenti vedi il progetto antroponimi. La lista contiene solo le 264 persone che sono citate nell'enciclopedia e per le quali è stato implementato correttamente il template Bio. Pagina aggiornata al 22 giu 2025. |

Questa è una lista di persone presenti nell'enciclopedia che hanno il nome Robert e sono cestisti.

## A(6)
- Bob Allen, ex cestista statunitense (n. 1946)
- Bobby Allen, ex cestista canadese (Etobicoke, n. 1969)
- Bob Anderegg, cestista statunitense (Monroe, n. 1937 - Scottsdale, † 2024)
- Robert Archibald, cestista britannico (Paisley, n. 1980 - Barrington, † 2020)
- Robert Arnold, ex cestista statunitense (Lancaster, n. 1988)
- Bob Arnzen, ex cestista statunitense (Covington, n. 1947)

## B(18)
- Robert Baker, cestista statunitense (Woodstock, n. 1998)
- Bob Bedell, cestista statunitense (Los Angeles, n. 1944 - † 2015)
- Bob Bender, ex cestista e allenatore di pallacanestro statunitense (Quantico, n. 1957)
- Bob Bigelow, cestista statunitense (Boston, n. 1953 - † 2020)
- Gale Bishop, cestista e allenatore di pallacanestro statunitense (Bellingham, n. 1922 - Bellingham, † 2003)
- Alex Blackwell, ex cestista statunitense (Toms River, n. 1970)
- Robert Blanchard, cestista e arbitro di pallacanestro francese (Roanne, n. 1923 - Thizy, † 2016)
- Robert Bolick, cestista filippino (Leyte, n. 1995)
- Bob Bolyard, cestista statunitense (Fort Wayne, n. 1920 - Fort Wayne, † 2009)
- Bob Boozer, cestista statunitense (Omaha, n. 1937 - Omaha, † 2012)
- Bob Brannum, cestista e allenatore di pallacanestro statunitense (Winfield, n. 1925 - Marshfield, † 2005)
- Bob Brown, cestista statunitense (Versailles, n. 1923 - Missouri City, † 2016)
- Bobby Brown, ex cestista e dirigente sportivo statunitense (Los Angeles, n. 1984)
- Robert Brown, ex cestista statunitense (Clermont, n. 1992)
- Bob Burrow, cestista statunitense (Malvern, n. 1934 - Franklin, † 2019)
- Bob Burrows, ex cestista e ex giocatore di baseball canadese (Victoria, n. 1947)
- Bob Burtwell, cestista e allenatore di pallacanestro canadese (Vancouver, n. 1927 - Vancouver, † 2012)
- Robert Busnel, cestista, allenatore di pallacanestro e dirigente sportivo francese (Tolone, n. 1914 - Feyzin, † 1991)

## C(20)
- Robbie Cadee, ex cestista e allenatore di pallacanestro australiano (Melbourne, n. 1950)
- Bob Calihan, cestista e allenatore di pallacanestro statunitense (Perry, n. 1918 - Detroit, † 1989)
- Bob Carney, cestista statunitense (Aurora, n. 1932 - Normal, † 2011)
- Bob Carpenter, cestista e allenatore di pallacanestro statunitense (n. 1917 - Tyler, † 1997)
- Bob Carrington, ex cestista statunitense (Brookline, n. 1953)
- Robert Carter, cestista statunitense (Thomasville, n. 1994)
- Bobby Cattage, ex cestista statunitense (Huntsville, n. 1958)
- Robert Churchwell, ex cestista statunitense (South Bend, n. 1972)
- Bob Clarke, ex cestista statunitense (West Pittston, n. 1939)
- Bob Cluggish, cestista statunitense (Marion, n. 1917 - Maitland, † 2008)
- Robert Cohu, cestista francese (Parigi, n. 1911 - Parigi, † 2011)
- Bobby Colburn, cestista statunitense (Lockland, n. 1911 - Hubbard, † 2001)
- Robert Conley, ex cestista statunitense (Decatur, n. 1977)
- Bobby Cook, cestista statunitense (Harvard, n. 1923 - Lake Geneva, † 2004)
- Bob Cope, cestista statunitense (Columbiana, n. 1911 - Manahawkin, † 1995)
- Bob Cousy, ex cestista e allenatore di pallacanestro statunitense (New York, n. 1928)
- Robert Covington, cestista statunitense (Bellwood, n. 1990)
- Bobby Cremins, ex cestista e allenatore di pallacanestro statunitense (New York, n. 1947)
- Bobby Croft, cestista canadese (Hamilton, n. 1946 - Burlington, † 2014)
- Terry Cummings, ex cestista statunitense (Chicago, n. 1961)

## D(20)
- Bob Donham, cestista statunitense (Hammond, n. 1926 - Bellevue, † 1983)
- Bob Dandridge, ex cestista statunitense (Richmond, n. 1947)
- Chris Daniels, cestista statunitense (San Antonio, n. 1984)
- Bob Davies, cestista e allenatore di pallacanestro statunitense (Harrisburg, n. 1920 - Hilton Head Island, † 1990)
- Bob Davis, ex cestista statunitense (Bronx, n. 1950)
- Joe Dean, cestista e dirigente sportivo statunitense (Brazil, n. 1930 - Baton Rouge, † 2013)
- Red Dehnert, cestista e allenatore di pallacanestro statunitense (New York, n. 1924 - San Francisco, † 1994)
- Bob Dietz, cestista e allenatore di pallacanestro statunitense (Indianapolis, n. 1917 - Carmel, † 1999)
- Bob Dille, cestista e allenatore di pallacanestro statunitense (Chesterton, n. 1917 - Valparaiso, † 1998)
- Rob Dillingham, cestista statunitense (Hickory, n. 2005)
- Bobby Dixon, ex cestista statunitense (Chicago, n. 1983)
- Bob Doll, cestista statunitense (Steamboat Springs, n. 1919 - Rabbit Ears Pass, † 1959)
- Bob Douglas, cestista, allenatore di pallacanestro e dirigente sportivo statunitense (Saint Kitts, n. 1882 - New York, † 1979)
- Duck Dowell, cestista e allenatore di pallacanestro statunitense (Gilman City, n. 1912 - Yucca Valley, † 2003)
- Robert Dozier, ex cestista statunitense (Lithonia, n. 1985)
- Bob Dro, cestista, giocatore di baseball e allenatore di pallacanestro statunitense (Berne, n. 1918 - Indianapolis, † 2006)
- Bob Duffy, ex cestista e allenatore di pallacanestro statunitense (Cold Spring, n. 1940)
- Bob Duffy, cestista statunitense (Columbus, n. 1922 - Hagerstown, † 1978)
- Robert Duis, cestista tedesco (Londra, n. 1913 - Klosters-Serneus, † 1991)
- Bob Dykstra, cestista statunitense (Oskaloosa, n. 1922 - Rockford, † 1994)

## E(2)
- Bob Elliott, ex cestista statunitense (Ann Arbor, n. 1955)
- Bob Evans, cestista e allenatore di pallacanestro statunitense (Greenville, n. 1925 - Indianapolis, † 1997)

## F(11)
- Bob Faught, cestista statunitense (Columbus, n. 1921 - Hilton Head, † 2002)
- Bob Feerick, cestista, allenatore di pallacanestro e dirigente sportivo statunitense (San Francisco, n. 1920 - Oakland, † 1976)
- Bob Ferry, cestista, allenatore di pallacanestro e dirigente sportivo statunitense (Saint Louis, n. 1937 - Annapolis, † 2021)
- Bobby Fields, ex cestista statunitense (Chicago, n. 1949)
- Bob Fisher, cestista statunitense (Washington, n. 1925 - † 2017)
- Bob Fitzgerald, cestista statunitense (Queens, n. 1923 - Southampton, † 1983)
- Bob Ford, ex cestista statunitense (Evansville, n. 1950)
- Robert Franks, cestista statunitense (Seattle, n. 1996)
- Bobby Frasor, ex cestista, allenatore di pallacanestro e dirigente sportivo statunitense (Blue Island, n. 1986)
- Bob Fullarton, ex cestista statunitense (Appleton, n. 1950)
- Robert Fultz, ex cestista italiano (Lisbona, n. 1982)

## G(16)
- Bob Gale, cestista statunitense (New York, n. 1925 - Skokie, † 1975)
- Bob Gantt, cestista statunitense (Durham, n. 1922 - Waynesville, † 1994)
- Robert Garrett, ex cestista tedesco (Ochsenfurt, n. 1977)
- Bob Gerber, cestista statunitense (Akron, n. 1916 - Sandusky, † 2002)
- Robert Gergov, ex cestista bulgaro (Sofia, n. 1965)
- Dee Gibson, cestista statunitense (Cleveland, n. 1923 - Bowling Green, † 2003)
- Bob Gilbert, cestista statunitense (Terre Haute, n. 1930 - South Bend, † 1981)
- Robert Gilchrist, cestista britannico (Londra, n. 1990)
- Trae Golden, cestista statunitense (Powder Springs, n. 1991)
- Bob Greacen, ex cestista statunitense (Merchantville, n. 1947)
- Mal Graham, ex cestista statunitense (n. 1945)
- Rob Gray, cestista statunitense (Forest City, n. 1994)
- Bob Gross, ex cestista statunitense (San Pedro, n. 1953)
- Ace Gruenig, cestista statunitense (Chicago, n. 1913 - Del Norte, † 1958)
- Robert Guillin, cestista francese (Parigi, n. 1926 - Béziers, † 2013)
- Bob Guyette, ex cestista statunitense (Ottawa, n. 1953)

## H(20)
- Bob Hahn, cestista statunitense (Ann Arbor, n. 1925 - Ann Arbor, † 2009)
- Bob Hamilton, cestista e allenatore di pallacanestro statunitense (n. 1922 - Davis, † 1995)
- Bob Hansen, ex cestista statunitense (Des Moines, n. 1961)
- Bob Harris, cestista statunitense (Linden, n. 1927 - Tupelo, † 1977)
- Bob Harrison, cestista e allenatore di pallacanestro statunitense (Toledo, n. 1927 - † 2024)
- Bob Hassmiller, cestista statunitense (Bayonne, n. 1916 - Akron, † 1980)
- Bubbles Hawkins, cestista statunitense (Detroit, n. 1954 - Detroit, † 1993)
- Robert Heyer, ex cestista statunitense (Worland, n. 1992)
- Rob Hickey, ex cestista neozelandese (Whakatane, n. 1974)
- Robert Hite, ex cestista statunitense (Cincinnati, n. 1984)
- Bob Hodges, cestista statunitense (Kinston, n. 1930 - Greenville, † 2012)
- Bob Hogsett, cestista statunitense (Blacksburg, n. 1941 - Blacksburg, † 1984)
- Bobby Holm, cestista statunitense (Brooklyn, n. 1919 - Sheboygan, † 2002)
- Bob Hopkins, cestista e allenatore di pallacanestro statunitense (Jonesboro, n. 1934 - Bellevue, † 2015)
- Robert Horry, ex cestista statunitense (Andalusia, n. 1970)
- Bob Houbregs, cestista e dirigente sportivo canadese (Vancouver, n. 1932 - Olympia, † 2014)
- Bob Hubbard, cestista statunitense (Westfield, n. 1922 - Holyoke, † 2011)
- Bob Huggins, ex cestista e allenatore di pallacanestro statunitense (Morgantown, n. 1953)
- Robbie Hummel, ex cestista statunitense (Valparaiso, n. 1989)
- Bobby Hurley, ex cestista e allenatore di pallacanestro statunitense (Jersey City, n. 1971)

## I(1)
- Bob Inglis, ex cestista canadese (n. 1939)

## J(4)
- Bob Jeangerard, cestista statunitense (Evanston, n. 1932 - Belmont, † 2014)
- Robert Johnson, cestista statunitense (Richmond, n. 1995)
- B.J. Johnson, cestista statunitense (Filadelfia, n. 1995)
- Bobby Jones, ex cestista statunitense (Charlotte, n. 1951)

## K(12)
- Bob Kauffman, cestista, allenatore di pallacanestro e dirigente sportivo statunitense (Brooklyn, n. 1946 - Lilburn, † 2015)
- Bob Kenney, cestista statunitense (Douglass, n. 1931 - Scottsdale, † 2014)
- Robert Keres, cestista estone (Urvaste, n. 1907 - Freudental, † 1946)
- Robert Kessler, cestista statunitense (Anderson, n. 1914 - Oakland, † 2001)
- Bob Kinney, cestista statunitense (Fort Scott, n. 1920 - Asheville, † 1985)
- Bob Kitterman, cestista statunitense (Ottumwa, n. 1923 - Guthrie Center, † 2000)
- Bob Knight, cestista e allenatore di pallacanestro statunitense (Massillon, n. 1940 - Bloomington, † 2023)
- Bob Knight, cestista statunitense (Hartford, n. 1929 - Springfield, † 2008)
- Robert Kościuk, ex cestista e allenatore di pallacanestro polacco (Sławno, n. 1969)
- Robert Kulawick, cestista tedesco (Berlino, n. 1986)
- Bob Kurland, cestista statunitense (St. Louis, n. 1924 - Sanibel, † 2013)
- Rob Kurz, ex cestista statunitense (Filadelfia, n. 1985)

## L(15)
- Bob Lackey, cestista statunitense (Evanston, n. 1949 - Evanston, † 2002)
- Bob Lanier, cestista e allenatore di pallacanestro statunitense (Buffalo, n. 1948 - † 2022)
- Bob Lauriski, cestista statunitense (Dragerton, n. 1951 - Logan, † 2014)
- Bob Lavoy, cestista e allenatore di pallacanestro statunitense (Aurora, n. 1926 - Tampa, † 2010)
- Robert LeBuhn, cestista statunitense (Davenport, n. 1932 - Denver, † 2019)
- Bobby Lewis, ex cestista statunitense (Washington, n. 1945)
- Bob Lienhard, cestista statunitense (New York, n. 1948 - Como, † 2018)
- Bobby Lloyd, ex cestista statunitense (Upper Darby, n. 1946)
- Bob Lochmueller, cestista e allenatore di pallacanestro statunitense (Elberfeld, n. 1927 - Tell City, † 2020)
- Rob Lock, ex cestista statunitense (Reedley, n. 1966)
- Rob Loe, cestista britannico (Leicester, n. 1991)
- Bob Love, cestista statunitense (Bastrop, n. 1942 - Chicago, † 2024)
- Rob Lowery, cestista statunitense (Forestville, n. 1987)
- Bobby Lowther, cestista, astista e giavellottista statunitense (Houston, n. 1923 - Alexandria, † 2015)
- R.B. Lynam, ex cestista statunitense (n. 1944)

## M(18)
- Bob MacKinnon, cestista, allenatore di pallacanestro e dirigente sportivo statunitense (Dunkirk, n. 1927 - Williamsville, † 2015)
- Robert Makzoumi, cestista egiziano (Il Cairo, n. 1918 - Latakia, † 2006)
- Robert Maras, ex cestista e allenatore di pallacanestro tedesco (Friburgo in Brisgovia, n. 1978)
- Robert Marsolat, cestista francese (n. 1927)
- Bob Martin, ex cestista statunitense (Minneapolis, n. 1969)
- Bobby Martin, ex cestista statunitense (Atlantic City, n. 1969)
- Bob Mattick, cestista statunitense (Chicago, n. 1933 - Stillwater, † 2018)
- Bob McAdoo, ex cestista e allenatore di pallacanestro statunitense (Greensboro, n. 1951)
- Bobby McDermott, cestista e allenatore di pallacanestro statunitense (Queens, n. 1914 - Yonkers, † 1963)
- Bob McNeill, ex cestista statunitense (Filadelfia, n. 1938)
- Bob McCann, cestista statunitense (Morristown, n. 1964 - Knightdale, † 2011)
- Bob McIntyre, ex cestista statunitense (Queens, n. 1944)
- Greg Meldrum, ex cestista canadese (Toronto, n. 1973)
- Robert Mifka, cestista cecoslovacco (Praga, n. 1941 - † 2018)
- Robert Monclar, cestista francese (Servian, n. 1930 - Montagnac, † 2012)
- Bob Morse, ex cestista statunitense (Filadelfia, n. 1951)
- Bob Mullens, cestista statunitense (Brooklyn, n. 1922 - Staten Island, † 1989)
- Bob Mulvihill, cestista statunitense (Washington, n. 1924 - Manasquan, † 2016)

## N(9)
- Bob Naber, cestista statunitense (Covington, n. 1929 - Covington, † 1998)
- Bob Nash, ex cestista e allenatore di pallacanestro statunitense (Hartford, n. 1950)
- Bob Netolicky, ex cestista statunitense (San Francisco, n. 1942)
- Bobby Neu, cestista statunitense (Chicago, n. 1917 - † 1971)
- Austin Nichols, ex cestista statunitense (Memphis, n. 1994)
- Bevo Nordmann, cestista e allenatore di pallacanestro statunitense (St. Louis, n. 1939 - DeWitt, † 2015)
- Bob Norris, cestista britannico (Santa Rosa, n. 1924 - † 2018)
- Bob Nugent, cestista statunitense (Syracuse, n. 1915 - Rome, † 1995)
- Robert Nyakundi, ex cestista statunitense (Arlington, n. 1989)

## O(5)
- Bob O'Brien, cestista statunitense (n. 1927 - Castle Rock, † 2008)
- Robert Oehle, cestista tedesco (Gütersloh, n. 1988)
- Daniel Okonkwo, ex cestista statunitense (Lansing, n. 1975)
- Bob Osborne, cestista e allenatore di pallacanestro canadese (Vancouver, n. 1913 - Vancouver, † 2003)
- Bob O'Shaughnessy, cestista statunitense (San Jose, n. 1921 - Lihue, † 1995)

## P(10)
- Robert Pack, ex cestista e allenatore di pallacanestro statunitense (New Orleans, n. 1969)
- Robert Parish, ex cestista e allenatore di pallacanestro statunitense (Shreveport, n. 1953)
- Sonny Parker, ex cestista statunitense (Chicago, n. 1955)
- Bob Parsons, cestista statunitense (Lincoln, n. 1915 - Modesto, † 1985)
- Bob Peterson, cestista statunitense (Menlo Park, n. 1932 - San Jose, † 2011)
- Bob Pettit, ex cestista e allenatore di pallacanestro statunitense (Baton Rouge, n. 1932)
- Bob Phibbs, cestista canadese (Windsor, n. 1927 - † 2018)
- R.C. Pitts, cestista statunitense (Pontotoc, n. 1919 - Baton Rouge, † 2011)
- Bob Portman, ex cestista statunitense (San Francisco, n. 1947)
- Bob Priddy, cestista statunitense (Altus, n. 1930 - Amarillo, † 2021)

## Q(1)
- Bob Quick, ex cestista statunitense (Thornton, n. 1946)

## R(13)
- Bobby Rascoe, cestista statunitense (Trigg County, n. 1940 - Bowling Green, † 2024)
- Bob Regh, cestista statunitense (Kenosha, n. 1912 - Wellington, † 1999)
- Robert Reid, cestista e allenatore di pallacanestro statunitense (Atlanta, n. 1955 - Houston, † 2024)
- Bob Rensberger, cestista e allenatore di pallacanestro statunitense (Nappanee, n. 1921 - Bremen, † 2007)
- Bob Riedy, ex cestista statunitense (n. 1945)
- Robert Rikić, cestista croato (Mostar, n. 1990)
- Bob Riley, ex cestista statunitense (Columbus, n. 1948)
- Jackie Robinson, cestista statunitense (Fort Worth, n. 1927 - Augusta, † 2022)
- Bob Roper, cestista statunitense (Campbell, n. 1928 - Toledo, † 2008)
- Rob Rose, ex cestista statunitense (Rochester, n. 1964)
- Robert Rothbart, cestista bosniaco (Sarajevo, n. 1986)
- Bob Royer, cestista statunitense (n. 1927 - Lafayette, † 1973)
- Bob Rule, cestista statunitense (Riverside, n. 1944 - Riverside, † 2019)

## S(22)
- Robert Jaworski, ex cestista, allenatore di pallacanestro e politico filippino (Baguio, n. 1946)
- Robert Sacre, ex cestista statunitense (Baton Rouge, n. 1989)
- Bob Santini, ex cestista statunitense (New York, n. 1932)
- Bobby Scarr, cestista canadese (Vancouver, n. 1926 - Vancouver, † 2001)
- Bob Schafer, cestista statunitense (Filadelfia, n. 1933 - Filadelfia, † 2005)
- Bob Schwartz, cestista statunitense (Madison, n. 1919 - Tucson, † 1995)
- Robert Scrigni, cestista australiano (Melbourne, n. 1962 - Sorrento, † 1987)
- Bob Sharpe, ex cestista canadese (Guelph, n. 1951)
- Bob Shea, cestista statunitense (Mystic, n. 1924 - Hingham, † 2015)
- Robert Sibley, ex cestista australiano (n. 1966)
- Bob Sims, cestista statunitense (Santa Barbara, n. 1938 - † 2006)
- Bob Sims, cestista statunitense (Plainwell, n. 1915 - Dearborn, † 1994)
- Robert Skibniewski, ex cestista e allenatore di pallacanestro polacco (Bielawa, n. 1983)
- Bingo Smith, cestista statunitense (Memphis, n. 1946 - † 2023)
- Bobby Smith, cestista e allenatore di pallacanestro statunitense (Charleston, n. 1937 - Naples, † 2020)
- Robert Smith, ex cestista statunitense (Los Angeles, n. 1955)
- Bobby Speight, cestista statunitense (Raleigh, n. 1930 - Richmond, † 2007)
- Bob Staak, ex cestista e allenatore di pallacanestro statunitense (Darien, n. 1947)
- Bob Sullivan, cestista e giocatore di baseball statunitense (Saint Paul, n. 1921 - Manitowoc, † 2007)
- Bob Sura, ex cestista statunitense (Wilkes-Barre, n. 1973)
- Robert Swift, ex cestista statunitense (Bakersfield, n. 1985)
- Bob Synnott, cestista statunitense (New York, n. 1912 - Miami-Dade County, † 1985)

## T(9)
- Rob Thomson, ex cestista statunitense (Bethlehem, n. 1982)
- Bob Thornton, ex cestista e allenatore di pallacanestro statunitense (Los Angeles, n. 1962)
- Jack Tingle, cestista e allenatore di pallacanestro statunitense (Bedford, n. 1924 - Louisville, † 1958)
- Robert Tomaszek, ex cestista polacco (Bydgoszcz, n. 1981)
- Bob Tough, cestista e allenatore di pallacanestro statunitense (New York, n. 1920 - San Ramon, † 1999)
- Bob Town, ex cestista canadese (Winnipeg, n. 1949)
- Robert Traylor, cestista statunitense (Detroit, n. 1977 - Carolina, † 2011)
- Robert Troha, ex cestista croato (Zagabria, n. 1977)
- Robert Turner, cestista statunitense (Augusta, n. 1993)

## U(1)
- Robert Upshaw, cestista statunitense (Fresno, n. 1994)

## V(5)
- Robert Vaden, ex cestista statunitense (Indianapolis, n. 1985)
- Robert Valge, cestista estone (Tallinn, n. 1997)
- Fuzzy Vandivier, cestista statunitense (Indianapolis, n. 1903 - Franklin, † 1983)
- Bob Verga, ex cestista statunitense (Neptune, n. 1945)
- Jake Voskuhl, ex cestista statunitense (Tulsa, n. 1977)

## W(24)
- Bobby Wanzer, cestista e allenatore di pallacanestro statunitense (Brooklyn, n. 1921 - Pittsford, † 2016)
- Bob Warlick, cestista statunitense (Hickory, n. 1941 - † 2005)
- Bob Warren, cestista statunitense (Murray, n. 1946 - † 2014)
- Bobby Washington, ex cestista e allenatore di pallacanestro statunitense (n. 1947)
- Bobby Watson, cestista e allenatore di pallacanestro statunitense (Central City, n. 1930 - Owensboro, † 2017)
- Bob Weiss, ex cestista e allenatore di pallacanestro statunitense (Easton, n. 1942)
- Robert Werdann, ex cestista e allenatore di pallacanestro statunitense (Queens, n. 1970)
- Robert Whaley, ex cestista statunitense (Benton Harbor, n. 1982)
- Bob Wiesenhahn, ex cestista statunitense (Cincinnati, n. 1938)
- Bob Wilkerson, ex cestista statunitense (Anderson, n. 1954)
- Blake Williams, cestista statunitense (Stonewall County, n. 1924 - Fort Collins, † 2003)
- Bob Williams, cestista statunitense (Pensacola, n. 1931 - Rosemount, † 2021)
- Pete Williams, ex cestista statunitense (Los Angeles, n. 1963)
- Rob Williams, cestista statunitense (Houston, n. 1961 - Katy, † 2014)
- Robert Williams, cestista statunitense (Shreveport, n. 1997)
- Bob Wilson, cestista statunitense (Clarksburg, n. 1926 - Newark, † 2014)
- Bobby Wilson, ex cestista statunitense (Indianapolis, n. 1951)
- Bobby Wilson, ex cestista statunitense (n. 1944)
- Rob Wilson, ex cestista canadese (Toronto, n. 1968)
- Robert Witka, ex cestista e allenatore di pallacanestro polacco (Przasnysz, n. 1981)
- Bob Wood, cestista statunitense (Lafarge, n. 1921 - Roscoe, † 2014)
- Sonny Wood, cestista statunitense (Birmingham, n. 1922 - New York, † 1970)
- Robert Woodard, cestista statunitense (Columbus, n. 1999)
- Bob Woollard, ex cestista statunitense (n. 1940)

## Z(2)
- Robert Zagury, ex cestista francese (Casablanca, n. 1930)
- Zeke Zawoluk, cestista statunitense (Brooklyn, n. 1930 - Spring Valley, † 2007)